# Сабит Дамулла Абдулбаки
Сабит Абдулбаки Дамулла, Сабит Дамулла, Савут Дамулла (уйг. سابىت داموللا‎) — премьер-министр Тюркской Исламской Республики Восточный Туркестан, государства, существовавшего де-факто на территории будущего Синьцзян-Уйгурского автономного района КНР.

## Биография
Сабит Дамулла родился в 1883 году в древнем уйгурском городе Атуш, в семье предпринимателей. Получил высшее духовное образование сначала в Кашгаре, затем в Бухаре. После учебы становится преподавателем теологии в духовных учебных заведениях Кашгара. Побывав во многих странах Ближнего и Среднего Востока, а также в СССР, Дамулла был убежден, что кроме самих уйгуров, никто более не заинтересован в создании независимого мусульманского государства в Восточном Туркестане.
По возвращении на родину, был активным участником освободительного движения уйгуров. Один из организаторов восстания в Хотане в 1933 г и лидеров провозглашенного эмирата Хотан, наряду с Мухаммад Имин Богра.
Дамулла фактически был инициатором провозглашения и руководителем ТИРВТ, занимал пост премьер-министра в правительстве. По его инициативе президентом ТИРВТ был провозглашен лидер уйгурского восстания в Кумуле и Турфане — Ходжа Нияз. Был сторонником названия новопровозглашенного государства — Уйгурстан, а не Восточный Туркестан, впоследствии уступил в этом вопросе Мухаммад Имин Богра и другим пантюркистам, считавшим, что название Уйгурстан может оттолкнуть другие тюркские народы от уйгуров.
Вскоре после упразднения ТИРВТ Сабит Дамулла был схвачен и казнен китайскими властями в г. Аксу в июне 1934 г.